# 東日本大震災復興支援財團
東日本大震災復興支援財團（日语：公益財団法人東日本大震災復興支援財団）是對受東日本大地震影響的兒童進行援助活動的公益財團法人。其主要援助項目包括：獎學金計劃、資助計劃、體驗式學習計劃等。

## 組織簡介
為援助地震中受災的兒童，在2011年日本東北地方太平洋近海地震發生后的同年6月，成立了一般財團法人性質的援助基金； 2011年7月11日，基金獲認證變更為公益財團法人。
本基金會的發起人包括軟銀集團的總裁孫正義、日本職棒球隊福岡軟銀鷹隊的名譽主席王貞治和日本男子偶像組合SMAP。

## 成員名單

### 理事
| 財團職務 | 姓名       | 其他職務                          |
| -------- | ---------- | --------------------------------- |
| 代表理事 | 立石勝義   |                                   |
| 理事     | 荒井優     | 札幌慈恵学園札幌新陽高等学校 校長 |
| 理事     | 佐藤大吾   | 代表理事                          |
| 理事     | 大橋智哉   | 山田稅務會計事務所 經理           |
| 理事     | 岡本正     | 銀座律師事務所 律師               |
| 理事     | 所澤新一郎 |                                   |

### 評議員
| 財團職務 | 姓名       | 其他職務                              |
| -------- | ---------- | ------------------------------------- |
| 評議員   | 寺島實郎   | 日本綜合研究所 會長                   |
| 評議員   | 小宮山宏   | 三菱綜合研究所 理事長                 |
| 評議員   | 村井純     | 慶應義塾大学 環境情報学部長、教授     |
| 評議員   | 中村伊知哉 | 慶應義塾大学 大學部媒體設計研究科教授 |
| 評議員   | 藤原和博   | 教育改革實踐家                        |
| 評議員   | 青野史寛   | 軟銀集團 執行總監                     |

### 監事
| 財團職務   | 姓名                 | 其他職務                |
| ---------- | -------------------- | ----------------------- |
| 監事       | 君和田和子           | 軟銀集團 執行總監       |
| 監事       | 佐藤健文             | 優成審計公司 代表合夥人 |
| 會計監察人 | 德勤華永會計師事務所 | 德勤華永會計師事務所    |

## 主要項目

### 學習基金
學習基金將為那些因遭受東日本大震災而陷入家庭困難的高中生提供無需償還的獎學金， 以資助他們繼續完成學業。該基金每月為受助者提供2萬日元的獎學金，最長可資助三年。
截止2012年5月31日，第一期共計資助學生1192人；而截止2012年1月23日，第二期共計資助學生862人。
由軟銀BB旗下的聯合日本著名藝術家浦澤直樹、寺田克也等所創作的iPhone 5外殼所銷售的款項將有一部分撥入該基金。

### 兒童援助基金
主要面向那些援助受東日本大震災影響兒童的團體（如非營利機構或志願者團體）提供資金支持。自2011年8月起，每六個月接受一次申請。
過往支持記錄：
- 第1期——51団体
- 第2期——72団体
- 第3期——52団体

### 前進福島計劃
針對福島縣親子家庭的五個援助項目的統稱。具體項目名稱如下：
- 臨時搬遷援助
- 前進探險隊
- 前進生活援助中心
- 前進集中研討會 in 会津若松
- 前進未來教室 in 南相馬

#### 臨時搬遷援助
援助福島縣有子家庭及懷孕婦女費用的計劃項目。
- 第1期：援助1,514個家庭；
- 第2期：援助819個家庭。

## 外部連接
- 東日本大震災復興與支援財團官方網站 （页面存档备份，存于）（日語）
- 兒童援助基金 （页面存档备份，存于）（日語）－幫助受災兒童身心康復
- 學習基金 （页面存档备份，存于）（日語）－針對受災地區高中生的獎學金